# Pipromorphe olive
Mionectes olivaceus
Espèce
Statut de conservation UICN

 LC  : Préoccupation mineure
Le Pipromorphe olive (Mionectes olivaceus) est une espèce de passereau de la famille des Tyrannidae.
Son aire s'étend à travers le Costa Rica et l'ouest du Panama.